# Anochetus intermedius
Espèce
Anochetus intermedius est une espèce éteinte de fourmis de la sous-famille des Ponerinae. On ne la connaît que par deux fossiles datant probablement du Miocène, trouvés sur l'île d'Hispaniola. Anochetus intermedius est l'une des huit espèces du genre de fourmis Anochetus qui ont été décrites à partir de fossiles conservés dans l'ambre dominicain. Elle fait partie des espèces d’Anochetus trouvées dans les Grandes Antilles,.

## Histoire et classification
Anochetus intermedius n'est connue qu'à partir d'un seul fossile de l'insecte qui, aux côtés de deux mouches, trois autres fourmis et deux collemboles, constitue une inclusion dans un morceau jaune transparent d'ambre dominicain. L'ambre a été produit par un arbre de l'espèce Hymenaea protera, maintenant éteinte, qui poussait sur l'île d'Hispaniola, dans le Nord de l'Amérique du Sud jusqu'au Sud du Mexique. Le spécimen a été prélevé à partir d'une mine d'ambre non identifiée, percée dans les roches fossilifères des montagnes de la Cordillère Septentrionale du Nord de la République Dominicaine,.

## Datation
L'ambre dominicain (ambre de la République dominicaine) date du Miocène inférieur à moyen, des étages Burdigalien et Langhien, soit il y a environ entre 20,4 et 13,8 Ma (millions d'années). Il pourrait même être aussi vieux que l'Éocène moyen (49 à 37 millions d'années), basé sur les fossiles de coccolithes associés.

## Étymologie
Lorsque l'espèce a été décrite le spécimen holotype était conservé dans les collections d'ambre du Musée d'histoire naturelle de Londres. L'holotype fossile a été étudié pour la première fois par l'entomologiste Maria Lourdes de Andrade (d) de l'Université de Bâle, menant à la publication originale, en 1991, de la description du type dans le journal Stuttgarter Beiträge zur Naturkunde. Serie B (Geologie und Paläontologie). Le nom de l'espèce vient du mot latin intermedius signifiant « intermédiaire ».

## Espèces du mêmegenre
L'espèce est l'une des huit fourmis du genre Anochetus qui ont été décrites à partir d'ambre dominicain. Deux espèces ont été décrites avant A. intermedius, soit A. corayi en 1980 et A. brevidentatus en 1991. Les cinq autres espèces, A. ambiguus, A. conisquamis, A. dubius, A. exstinctus, et A. lucidus ont toutes été décrites par De Andrade dans le même article scientifique de 1994 qui présente A. intermedius. Un certain nombre d'espèces modernes vivent dans les Grandes Antilles, dont trois au moins sur l'île d'Hispaniola.

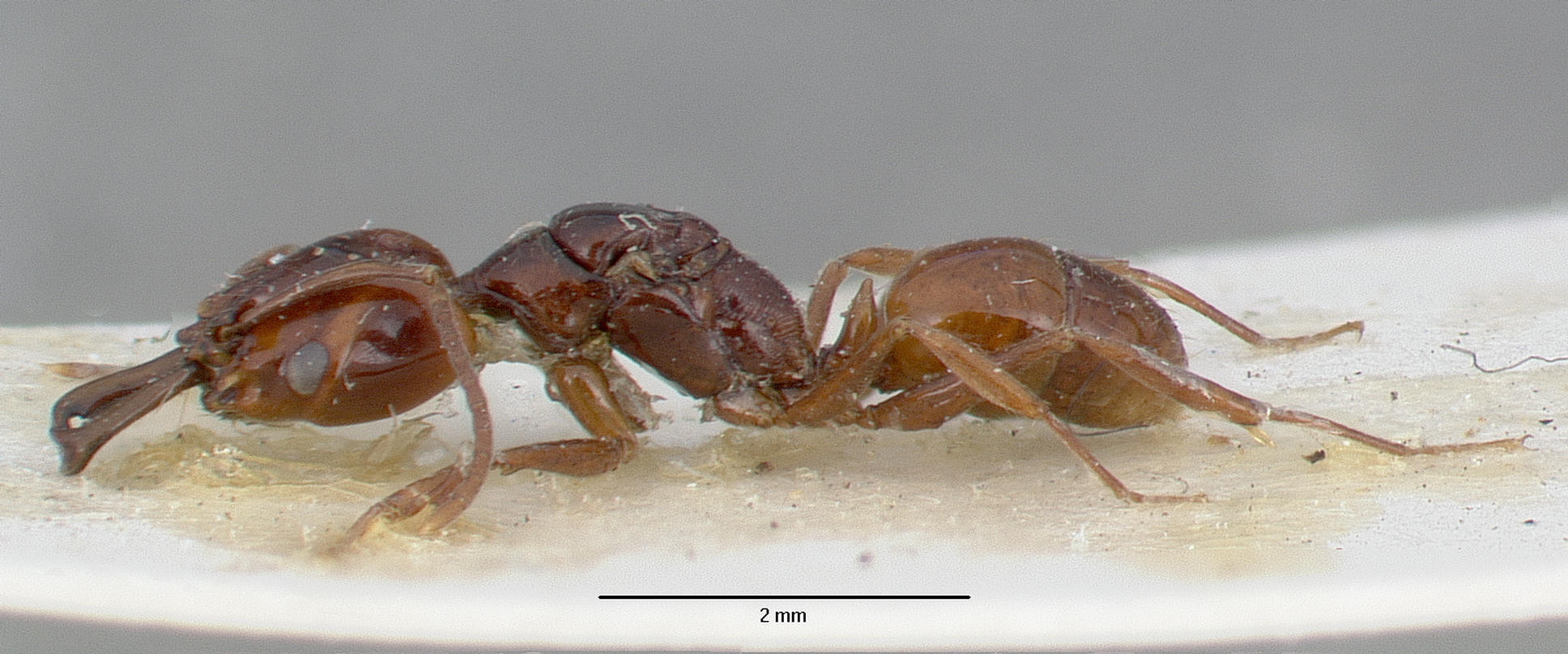
Vue de profil d'un spécimen dAnochetus cato.

## Description
Le spécimen holotype d'Anochetus intermedius est assez bien conservé, malgré le fait que certaines structures du corps ont été perdues avant son inclusion dans l'ambre. Le spécimen montre également des distorsions dans sa longueur à cause du flux de la résine qui a formé l'ambre. Le corps du spécimen a une longueur approximative de 4,56 mm, sa tête est longue de 0,80 mm et ses mandibules ont 0,84 mm de long. La couleur du corps est généralement brun marron tirant sur le jaune ; les coxae, les fémurs, les trochanters et les lames des mandibules ont un ton jaunâtre. La tête, les extrémités des mandibules, les antennes, les tibias et les tarses sont tous brunâtres. Les mandibules sont 25 % plus longues que la largeur de la tête et sont un peu plus longues que la tête. Elles s'élargissent légèrement depuis leur base jusqu'à leur extrémité, et comptent sept dents à gauche et huit dents à droite. Les dents sont de plus en plus petites de la base de la mandibule jusqu'à son extrémité. Les trois dents au bout de chaque mandibule sont minces et allongées afin de mieux saisir les proies. Le mésothorax et le pronthorax ont un léger profil en U, leurs faces inférieures étant courbées vers le haut. Le propodium possède de courtes épines de 0,04 mm de long, sur le bord arrière, tandis que le pétiole a de plus longues épines de 0,12 mm, disposées centralement.